# ㅅ

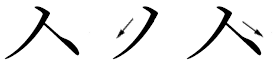
筆順

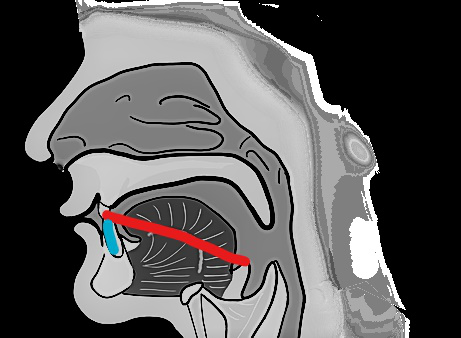
ㅅの象形

ㅅは、ハングルを構成する子音字母のひとつ。7番目の字母（『訓蒙字会』以降。『訓民正音』当時は最初の「ㄱ」から濃音を含めなければ12番目、濃音も含めれば16番目）。名称はシオッ（시옷、韓国）または、シウッ（시읏、北朝鮮）である。

## 音声
口蓋帆をもちあげて鼻腔への通路を塞ぎ、舌端を歯茎近くに近づけて、その隙間を呼気が通ることによっておこる歯茎摩擦音の一種を表す。朝鮮語の歯茎摩擦音には喉頭緊張（テンス）を伴うかそうでないかによって二系統が存在する。この字母は喉頭緊張を伴わない平音を表している。音素記号は/s/で表記される。
通常は無声歯茎摩擦音[s]で発音される。ただし、環境により以下のような異音がある。
母音/ㅣ/（[i]）や二重母音/ㅑ, ㅕ, ㅛ, ㅠ, ㅖ, ㅒ/（[j]系の半母音）の前では口蓋化して無声歯茎硬口蓋摩擦音[ɕ]となる。
母音/ㅗ/（[o]・/ㅜ/（[u]）や二重母音/ㅘ, ㅝ, ㅚ, ㅙ, ㅞ, ㅟ/（[w]系の半母音）の前では円唇化して[sʷ]となる。
また休止の前や無声子音の前の終声では舌端を歯茎に密着させて出す内破音[t̚]となる。これは/ㄷ/の終声と同じ音である。外来語の表記では、英語などの後ろに母音を伴わない[t]や日本語の促音の表記に終声のこの字母が使われる。初声は日本語のサ行や英語の[s]などに使われる。
訓民正音によれば、全清であるため、終声に用いれば「入声」となるとされていた。訓民正音創製当時の中期朝鮮語では、終声ㅅは独自の音価を有していたとされ、その音価は一般には[s]とされるが、近世朝鮮語で独自の音価を失って終声ㄷと同じ[t]へと発音が変わり、終声表記としてはㅅに統一されㄷが使用されなくなる傾向が見られるようになった。そこで1912年の普通学校用諺文綴字法ではパッチムとして認められた単独字母はㄱ・ㄴ・ㄹ・ㅁ・ㅂ・ㅅ・ㅇの7種で、そこにㄷは入れられていなかった。なお現代の韓国のハングル正書法では、ㄷ音で発音するパッチムのうちㄷと表記する根拠がないものはㅅと表記するものとされている。
| 音価 | 終声字                     | 複合終声字           | 複合終声字 |
| 音価 | 終声字                     | 前                   | 後         |
| ---- | -------------------------- | -------------------- | ---------- |
| ㄱ   | ㄱ, ㅋ, ㄲ                 | ㄳ                   | ㄺ         |
| ㄷ   | ㄷ, ㅅ, ㅆ, ㅈ, ㅊ, ㅌ, ㅎ |                      |            |
| ㅂ   | ㅂ, ㅍ                     | ㅄ                   | (ㄼ), ㄿ   |
| ㄹ   | ㄹ                         | ㄼ, ㄽ, ㄾ, ㅀ, (ㄺ) |            |
| ㄴ   | ㄴ                         | ㄵ, ㄶ               |            |
| ㅁ   | ㅁ                         |                      | ㄻ         |
| ㅇ   | ㅇ                         |                      |            |

## 訓民正音
訓民正音初声体系では歯音の全清に分類されており、訓民正音の世宗序では「齒音如戌字初發聲」と規定されている。また、その字形は『訓民正音解例』制字解によると歯の形に象ったとされ、歯音系列の「ㅈ」・「ㅊ」はこれに筆画を足して作ったものである。また異体の字として半歯音ㅿがある。
「シオッ（時衣）」が『訓蒙字会』（1527年）以来の伝統的な名称であり、「シウッ」は後に他のハングル字母に合わせて作られたものである。「옷（オッ、「衣」の訓、訓を用いるのは漢字がないため）」が用いられたのは、「읏（ウッ）」という漢字音または1音節の固有語が存在しないためである。

### 漢字音表記
当時の中国語の歯音には朝鮮語にない歯頭音（舌尖と上歯茎で調音される歯音）と正歯音（舌尖を下歯茎につけたまま盛り上げた舌端と上歯茎で調音される歯音）の区別があった。『訓民正音』ではこれを表記するために、歯頭音（心母）には左払いが長い「ᄼ」、正歯音（審母）には右払いが長い「ᄾ」のような字形を用意している。

## 合成語での使用
この文字は、合成語の造語法上で重要な文字であり、「間のㅅ」（사이시옷、サイシオッ）と呼ばれる。一般的には「나뭇잎」（木の葉）、「옛말」（古語、昔の話）、「찻집」（茶屋）、「핏기」（血の気）のような固有語の語根または固有語と漢字語の語根の合成に使われるが、「숫자」（数字）、「횟수」（回数）のような純漢字語でも稀に出現する。ただし、現在の正書法の制約により、パッチムのある単語の後ろの「間のㅅ」は表記せず、後ろの部分の語頭の子音が濃音化する現象だけが発生する。なお、北朝鮮の「朝鮮語規範集」では、一部を除きこの「間のㅅ」を一切表記しないと規定されている。

## ラテン文字転写
文化観光部2000年式、マッキューン＝ライシャワー式ともに初声はs、終声はtと表記される。口蓋化する場合でも同様であるが、マッキューン＝ライシャワー式では、「쉬（ㅅ+ㅟ）」のみ例外的にshwiと表記される。
人名、企業名、団体名などでは시の場合、日本語のヘボン式の「し」のように、子音をshとしてshiで表すことがある。（例：신한→Shinhan）

## 文字コード
| 名称                  | 用途   | コード | HTML実体参照コード | 表示 |
| HANGUL LETTER SIOS    | 単体   | U+3145 | &#12613;           | ㅅ   |
| HANGUL CHOSEONG SIOS  | 初声用 | U+1109 | &#4361;            | ᄉ   |
| HANGUL JONGSEONG SIOS | 終声用 | U+11BA | &#4538;            | ᆺ     |

- 歯頭音

| 名称                         | 用途   | コード | HTML実体参照コード | 表示 |
| HANGUL CHOSEONG CHITUEUMSIOS | 初声用 | U+113C | &#4412;            | ᄼ   |

- 正歯音

| 名称                            | 用途   | コード | HTML実体参照コード | 表示 |
| HANGUL CHOSEONG CEONGCHIEUMSIOS | 初声用 | U+113E | &#4414;            | ᄾ   |